# Lila Abu-Lughod
Lila Abu-Lughod (21 de octubre de 1952) es una profesora estadounidense de Antropología y Estudios de Género en la Universidad de Columbia en la Ciudad de Nueva York. Especialista en el mundo Árabe, sus siete libros -la mayoría basados en investigación etnográfica- abarcan temas que van desde el sentimiento y la poesía al nacionalismo y los medios de comunicación, desde la política de género a las políticas de la memoria.

## Biografía
Lila Abu-Lughod es hija del  académico palestino Ibrahim Abu-Lughod y de Janet L. Abu-Lughod, una de las principales sociólogas urbanas norteamericanas. Se graduó de la Universidad de Carleton en 1974, y obtuvo su Doctorado de la Universidad de Harvard en el año 1984. La Universidad de Carleton le otorgó un doctorado honoris causa en el año 2006.
Abu-Lughod ha enseñado en el Williams College, de la Universidad de Princeton y la Universidad de Nueva York. Se hizo conocida por su investigación sobre los Beduinos de la tribu Aulad 'Ali en Egipto. Su trabajo es fuertemente etnográfico y se ha centrado en tres grandes cuestiones: la relación entre las formas culturales y el poder; la política del conocimiento y la representación; y la dinámica del género y la cuestión de los derechos de las mujeres en el Medio Oriente. Su primer libro, Veiled Sentiments, trata sobre la política del sentimiento y la expresión cultural en una comunidad beduina en Egipto. Es conocido por sus argumentos sobre la complejidad de la cultura. Un artículo del libro recibió el Premio Stirling por Contribuciones a la Antropología Psicológica. Su segundo libro, basado en el trabajo de campo en la misma comunidad se enmarca como una etnografía feminista. Utiliza las historias individuales para argumentar a favor de "escribir en contra de la cultura". Recibió el Premio Victor Turner. Su tercera etnografía, Dramas of Nationhood: The Politics of Television in Egypt, es una etnografía de los medios que contribuye al estudio antropológico de las naciones y el nacionalismo. Explora las tensiones entre las desigualdades sociales que aquejan a las naciones y las formas culturales, como las telenovelas de televisión, que intentan abordarlas.
En 2001, dio la Conferencia Lewis Henry Morgan en la Universidad de Rochester, considerada por muchos como la más importante serie de conferencias anuales en el campo de la antropología. Fue nombrada académica de Carnegie en 2007 para investigar el tema: "¿Las mujeres musulmanas tienen derechos? La ética y la política de los derechos de las mujeres musulmanas en un campo internacional". Ella se inspiró para continuar esta investigación después de escribir un artículo que ha sido muy reimpreso. Se titula "¿Las mujeres musulmanas necesitan ser salvadas?". Ha obtenido becas de investigación de National Endowment for the Humanities, la Fundación John Simon Guggenheim, Fulbright y la Fundación Mellon, entre otras.
Abu-Lughod sirve en los consejos asesores de varias revistas académicas, incluyendo Signos: Revista de las Mujeres en la Cultura y la Sociedad, y Diáspora: Revista de Estudios Transnacionales.
Abu-Lughod es partidaria del movimiento Boicot, Desinversiones y Sanciones. Está casada con Timothy Mitchell.

## ¿Las mujeres musulmanas necesitan ser salvadas?
El trabajo académico de Abu-Lughod sobre la imagen de las mujeres musulmanas en la sociedad occidental es un texto que examina las discusiones posteriores al 11 de septiembre sobre el Medio Oriente, el islam, los derechos de las mujeres y los medios de comunicación. Específicamente, Abu-Lughod cuestiona si las ideas occidentales sobre las mujeres musulmanas "abusadas" que necesitan ser salvadas son correctas. Ella argumenta que las mujeres musulmanas, al igual que las mujeres de otras religiones y antecedentes, deben ser vistas dentro de sus propios contextos históricos, sociales e ideológicos. Además, en su opinión, "salvar" a estas mujeres juega con ideas racistas que ven a las sociedades musulmanas como bárbaras. Ella concluye que la religión no es el factor principal en la desigualdad global, sino que se debe a una combinación de pobreza y abusos gubernamentales, junto con tensiones globales.[cita requerida]
El artículo y libro posterior sobre el tema han sido comparados con los de Edward Said y su Orientalismo.

## Publicaciones
- Writing Women's Worlds: Bedouin Stories (University of California Press 1993) ISBN 978-0-520-08304-2
- Remaking Women: Feminism and Modernity in the Middle East (Editor) (Princeton University Press 1998) ISBN 978-0-691-05792-7
- Veiled Sentiments: Honor and Poetry in a Bedouin Society (University of California Press 2000) ISBN 978-0-520-22473-5
- Media Worlds: Anthropology on New Terrain (Editor) (University of California Press 2002) ISBN 978-0-520-23231-0
- Dramas of Nationhood: The Politics of Television in Egypt (University of Chicago Press 2004) ISBN 978-0-226-00197-5
- Local Contexts of Islamism in Popular Media (Amsterdam University Press 2007) ISBN 978-90-5356-824-8
- Nakba: Palestine, 1948, and the Claims of Memory with Ahmad H. Sa'di, (Columbia University Press 2007) ISBN 978-0-231-13578-8
- Do Muslim Women Need Saving? (Harvard University Press 2013) ISBN 978-0-674-72516-4

En español
- Abu-Lughod, L. (2006). Interpretando la(s) cultura(s) después de la televisión: sobre el método.[5]
- Abu-Lughod, L. (Ed.). (2002). Feminismo y modernidad en Oriente Próximo (Vol. 70). Universitat de València.[6]
- Abu-Lughod, L. (2012). Escribir contra la cultura. Andamios, 9 (19), 129-157.